# Osiek (gmina, Poméranie)
Osiek est une gmina rurale du powiat de Starogard, Poméranie, dans le nord de la Pologne. Son siège est le village d'Osiek, qui se situe environ 28 km au sud de Starogard Gdański et 73 km au sud de la capitale régionale Gdańsk.
La gmina couvre une superficie de 155,63 km2 pour une population de 2 373 habitants en 2020.

## Géographie
La gmina inclut les villages de Błędno, Bukowiny, Cisowy, Dębia Góra, Długolas, Dobry Brat, Frąca, Gęby, Głuche, Grabowiec, Jasieniec, Jaszczerek, Jaszczerz, Jeżewnica, Karszanek, Kasparus, Komorze, Lisówko, Łuby, Markocin, Okarpiec, Osiek, Osiek-Pole, Piecki, Pieczyska, Radogoszcz, Recice, Skórzenno, Skrzynia, Suchobrzeźnica, Szlaga-Młyn, Trzebiechowo, Udzierz, Wierzbiny, Wycinki, Wycinki Małe, Wymysłowo, Zdrójki et Żurawki.
La gmina borde la ville de Skórcz et les gminy de Lubichowo, Nowe, Osie, Osieczna, Skórcz, Śliwice, Smętowo Graniczne et Warlubie.